# إبراهيم بن محمد بن صالح بن سنان
أبو إسحاق إبراهيم بن محمد بن صالح بن سنان بن يحيى بن الأركون الدمشقي، من رواة الحديث الثقات، كان جده الأركون قسّيساً أسلم على يدي خالد بن الوليد حين دخل دمشق، وإلى جده سنان تنسب قنطرة سنان نواحي باب توما، عاش في دمشق، وتوفي في قنطرة سنان يوم الثلاثاء 21 ربيع الآخر 349 هـ.

## روايته للحديث
- حَدَّثَ عَنْ: مُحَمَّدِ بنِ سُلَيْمَان بن بِنْت مَطَر، وَأَبِي زُرْعَةَ الدِّمَشْقِيّ، وَأَحْمَدَ بنِ مُحَمَّدِ بنِ يَحْيَى بنِ حَمْزَةَ، وَحَمْزَةَ بن عَبْدِ اللهِ الكَفْرْبَطْنَانِي.
- حدث عَنْهُ: ابْنُهُ، وَعَبْدُ الوَهَّاب الكِلاَبِيّ، وَابْنُ مَنْدَة، وَتَمَّام، وَعَبْد الرَّحْمَنِ بنُ مُحَمَّدِ بنِ يَاسِر.
- الجرح والتعديل: قال عنه عبد العزيز بن أحمد الكتاني: كَانَ ثِقَةً، نيَّف عَلَى الثَّمَانِيْنَ.[2]